# Goniotermasia bistrigata
Goniotermasia bistrigata là một loài bướm đêm trong họ Noctuidae.